# 서럭

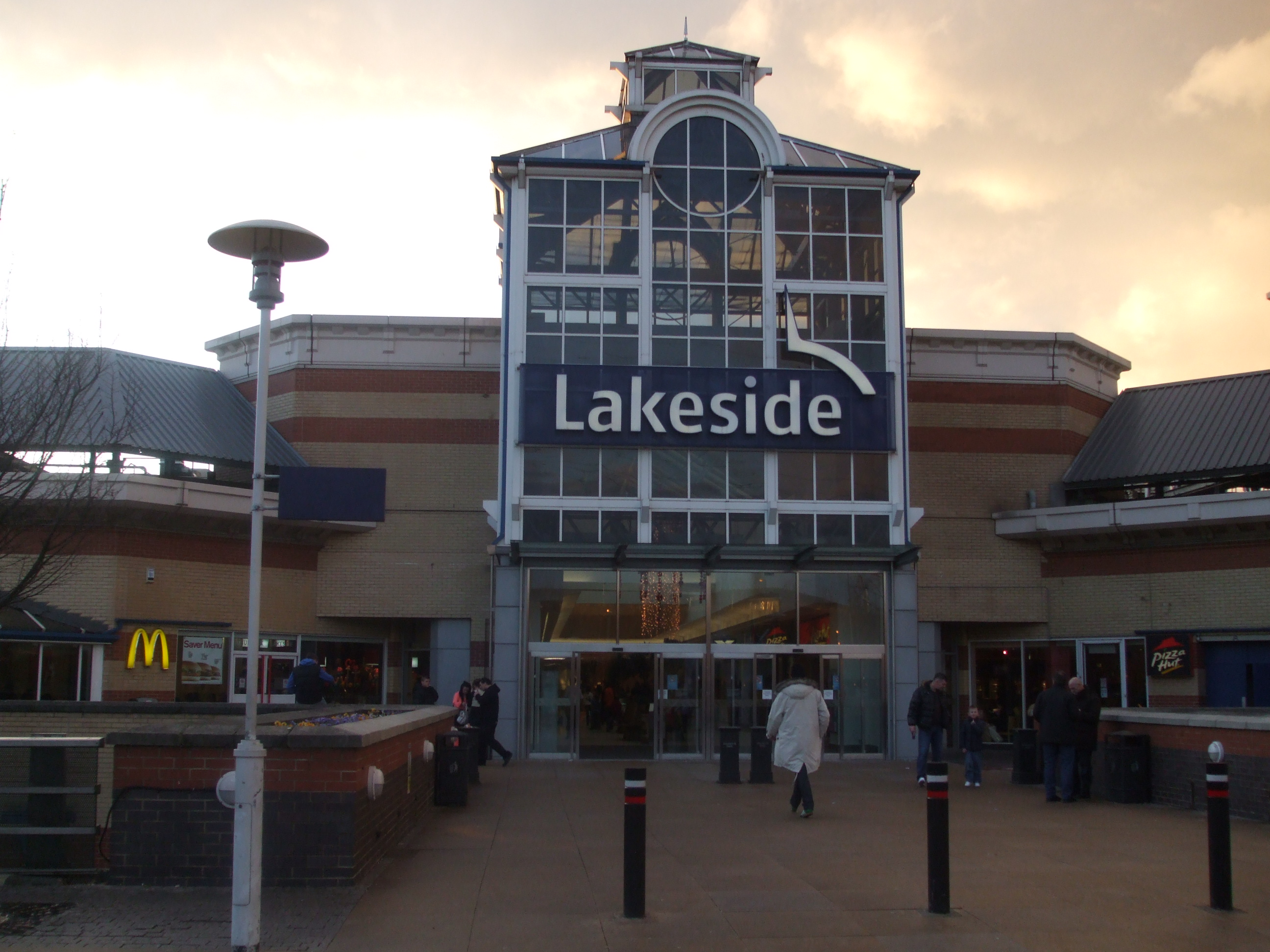
서럭

서럭의 위치

서럭(영어: Thurrock)은 잉글랜드 에식스주에 위치한 단일 자치구로 면적은 163.38km2, 인구는 163,270명(2014년 기준)이다. 1998년 4월 1일에 신설되었다.